# Рипалово
Рипалово — деревня в Холмогорском районе Архангельской области.

## География
Находится в центральной части Архангельской области на расстоянии приблизительно 109 км на юг по прямой от административного центра района села Холмогоры на правом берегу реки Мехреньга.

## История
В 1859 году здесь (тогда территория Холмогорского уезда Архангельской губернии) было учтено 24 двора: 8 в деревне Верхняя Рипалова, 10 в Средняя Рипалова и 6 в Нижняя Рипалова (альтернативные названия деревень Дмитриевская, Андрюковская и Ануфревская соответственно). В 1939 году деревня (уже единая) отмечалась в составе Плесовского сельсовета Емецкого района. До 2015 года входила в Селецкое сельское поселение, с 2015 по 2022 в Емецкое сельское поселение до его упразднения.

## Население
Численность населения: 173 человека (1859 год): 59 в деревне Верхняя Рипалова, 72 в Средняя Рипалова и 42 в Нижняя Рипалова, 8 (русские 100 %) в 2002 году, 3 в 2010.